# Tahani Amer
Tahani Amer (en arabe : تهاني عامر), née en 1965, est une ingénieure en aérospatiale égyptienne, qui dirige la division des sciences de la Terre de la direction des missions scientifiques (en) du siège de la NASA.
En 2022, elle reçoit le prix de la science du Conseil américain des organisations musulmanes (en).

## Origines et études
Amer est née en 1965 dans la banlieue du Caire. Elle est musulmane. Son père, Reffat Ayoub, l'encourage à faire carrière dans l'ingénierie. Elle effectue ses études secondaires en Égypte et, bien que les mathématiques soient sa discipline favorite, elle pense initialement faire médecine.
C'est à 17 ans qu'elle épouse son mari, Mourad, de onze ans son aîné. Peu de temps après, en 1983, le couple émigre aux États-Unis,. Bien que ne sachant alors pas parler un mot d'anglais, Amer parvient à exceller en mathématiques tout en prenant soin de sa famille. Durant ses études de premier cycle à l'université Old Dominion, elle se spécialise en génie mécanique et effectue un stage à la NASA au cours duquel elle travaille sur la numérisation de la dynamique des fluides. Cette première expérience professionnelle la pousse à s'orienter vers l'aérospatiale pour ses études de deuxième cycle et doctorales. Sa thèse, rédigée sous la direction du Dr. C. Ariel Pinto et soutenue en 2011, porte sur les facteurs de risque dans les missions de la NASA.

## Recherche et carrière
Après l'obtention de son master (en), Tahani Amer retourne travailler à la NASA et y développe des instruments pour mesurer la traînée du fuselage dans des souffleries. Elle décroche finalement un emploi de cadre au sein de la direction des missions scientifiques (en),, où elle supervise plusieurs missions, notamment la Surface Water Ocean Topography, la CLARREO (en) et la GeoCarb (pour observatoire géostationnaire du cycle du carbone).
Au milieu des années 2000, elle met au point et brevète, avec d'autres scientifiques, un nouveau système pour mesurer la conductivité thermique d'un film mince.

## Distinctions
Engagée pour améliorer la représentation des femmes dans le secteur de l'ingénierie,, elle est régulièrement récompensée pour son action, notamment par le prix du service public de la NASA en 2014 et le prix de la science du Conseil américain des organisations musulmanes (en) en 2022.